# Stacja Badania Wędrówek Ptaków
Stacja Badania Wędrówek Ptaków (SBWP) – jednostka Wydziału Biologii Uniwersytetu Gdańskiego wykonująca zadania badawcze (nie prowadzi zajęć kursowych ze studentami).

## Historia
Stacja powstała w 1980 roku z inicjatywy prof. Przemysława Busse, który był jej kierownikiem do 2007 roku. W latach 1980–2009 mieściła się we wsi Przebendowo, w gminie Choczewo. W 2009 roku siedziba stacji została przeniesiona do Gdyni, a w 2012 roku do Gdańska, gdzie mieści się w gmachu Wydziału Biologii Uniwersytetu Gdańskiego. Obecną kierowniczką stacji jest dr hab. Magdalena Remisiewicz, profesor Uniwersytetu Gdańskiego, sprawująca tę funkcję od 2013 roku.
Stacja posiada trzy placówki terenowe, które pracują nieprzerwanie od 1961 roku:
- Terenowa Stacja Obrączkowania Ptaków (TSOP) Bukowo-Kopań, położona na mierzei jeziora Bukowo w pobliżu Dąbkowic;
- Terenowa Stacja Obrączkowania Ptaków (TSOP) Hel, położona na Mierzei Helskiej w pobliżu Kuźnicy;
- Terenowa Stacja Obrączkowania Ptaków (TSOP) Mierzeja Wiślana, położona na Mierzei Wiślanej od strony Zalewu Wiślanego, w pobliżu Siekierek[2].

## Działalność stacji
1. badania podstawowe:
  1. orientacja i nawigacja ptaków
  2. biologia miejsc odpoczynku (stop-over)
  3. trasy przemieszczeń i strategie wędrówki
  4. ewolucja zachowań migracyjnych
2. monitoring i ochrona ptaków:
  1. wieloletni (od 1961) i wielkoobszarowy monitoring stanu populacji migrujących gatunków ptaków wróblowych
  2. ocena oddziaływań elektrowni wiatrowych na wędrowne ptaki i zapobieganie negatywnym oddziaływaniom
3. edukacja ekologiczna

Stacja realizuje trwający od połowy XX wieku program badania migracji ptaków nad polskim wybrzeżem Bałtyku – Akcję Bałtycką. W jego wyniku SBWP posiada największą bazę pomiarów ptaków na świecie (jest to też najbogatsza baza z pomiarami kręgowców). SBWP współpracuje z międzynarodową siecią badawczą SEEN (SE European Bird Migration Network) i międzynarodowym czasopismem ornitologicznym „The Ring”, poświęconym monitoringowi i badaniom wędrówek ptaków.